# Marcia 35 km
La marcia 35 km (o anche 35 km di marcia) è una distanza della marcia, specialità dell'atletica leggera facente parte del programma dei campionati del mondo dall'edizione Oregon 2022.

## Record
I record mondiali di questa disciplina sono stati registrati dal 1º gennaio 2023. Per essere considerato record mondiale, il tempo deve essere inferiore a 2h22'00'' per gli uomini (nessun uomo ha ottenuto tale risultato finora) e a 2h38'00'' per le donne. 

### Maschili
Statistiche aggiornate al 24 agosto 2023.
|                             | Tempo    | Atleta        | Luogo     | Data           |
| --------------------------- | -------- | ------------- | --------- | -------------- |
| Record africano             | 2h31'15" | Wayne Snyman  | Eugene    | 24 luglio 2022 |
| Record asiatico             | 2h22'55" | He Xianghong  | Huangshan | 4 marzo 2023   |
| Record europeo              | 2h23'14" | Massimo Stano | Eugene    | 24 luglio 2022 |
| Record nord-centroamericano | 2h25'02" | Evan Dunfee   | Eugene    | 24 luglio 2022 |
| Record sudamericano         | 2h24'34" | Brian Pintado | Budapest  | 24 agosto 2023 |

### Femminili
Statistiche aggiornate al 21 maggio 2023.
|                             | Tempo    | Atleta           | Luogo          | Data            |
| --------------------------- | -------- | ---------------- | -------------- | --------------- |
| Record mondiale             | 2h37'15" | María Pérez      | Poděbrady      | 21 maggio 2023  |
| Record africano             | 3h42'04" | Esther Steenkamp | Città del Capo | 15 gennaio 2022 |
| Record asiatico             | 2h38'42" | Liu Hong         | Wajima         | 16 aprile 2023  |
| Record europeo              | 2h37'15" | María Pérez      | Poděbrady      | 21 maggio 2023  |
| Record nord-centroamericano | 2h49'29" | Robyn Stevens    | Dudince        | 23 aprile 2022  |
| Record sudamericano         | 2h37'44" | Kimberly García  | Dudince        | 25 marzo 2023   |

Legenda:
: record mondiale
: record olimpico
: record africano
: record asiatico
: record europeo
: record nord-centroamericano e caraibico
: record oceaniano
: record sudamericano

## Migliori atleti

### Maschili
Statistiche aggiornate al 6 marzo 2023.
|     | Tempo    | Atleta             | Luogo     | Data             |
| --- | -------- | ------------------ | --------- | ---------------- |
| 1.  | 2h21'31" | Vladimir Kanajkin  | Soči      | 19 febbraio 2006 |
| 2.  | 2h22'55" | He Xianghong       | Huangshan | 4 marzo 2023     |
| 3.  | 2h23'14" | Massimo Stano      | Eugene    | 24 luglio 2022   |
| 4.  | 2h23'15" | Masatora Kawano    | Eugene    | 24 luglio 2022   |
| 5.  | 2h23'44" | Perseus Karlström  | Eugene    | 24 luglio 2022   |
| 6.  | 2h24'19" | Sergey Kozhevnikov | Soči      | 19 febbraio 2023 |
| 7.  | 2h24'25" | Sergej Bakulin     | Soči      | 1º marzo 2009    |
| 8.  | 2h24'37" | Brian Pintado      | Eugene    | 24 luglio 2022   |
| 9.  | 2h24'56" | Denis Nižegorodov  | Soči      | 1º marzo 2009    |
| 10. | 2h25'02" | Evan Dunfee        | Eugene    | 24 luglio 2022   |

### Femminili
Statistiche aggiornate al 9 agosto 2023.
|     | Tempo    | Atleta               | Luogo      | Data              |
| --- | -------- | -------------------- | ---------- | ----------------- |
| 1.  | 2h37'11" | Klavdija Afanas'jeva | Saransk    | 20 maggio 2023    |
| 2.  | 2h37'15" | María Pérez          | Poděbrady  | 21 maggio 2023    |
| 3.  | 2h37'44" | Kimberly García      | Dudince    | 25 marzo 2023     |
| 4.  | 2h37'46" | Margarita Nikiforova | Čeljabinsk | 27 agosto 2022    |
| 5.  | 2h38'42" | Liu Hong             | Wajima     | 16 aprile 2023    |
| 6.  | 2h39'51" | Darya Golubechkova   | Voronovo   | 5 settembre 2021  |
| 7.  | 2h40'03" | Katarzyna Zdziebło   | Eugene     | 22 luglio 2022    |
| 8.  | 2h40'37" | Qieyang Shijie       | Eugene     | 22 luglio 2022    |
| 9.  | 2h40'59" | Bai Xueying          | Huangshan  | 4 marzo 2023      |
| 10. | 2h41'00" | Ma Li                | Xi'an      | 24 settembre 2022 |